# 2011年ウィンブルドン選手権
2011年 ウィンブルドン選手権（2011ねんウィンブルドンせんしゅけん、The Championships, Wimbledon 2011）は、イギリス・ロンドン郊外にある「オールイングランド・ローンテニス・アンド・クローケー・クラブ」にて、2011年6月20日から7月3日にかけて開催された。

## シニア

### 男子シングルス
ノバク・ジョコビッチ def.  ラファエル・ナダル, 6–4, 6–1, 1–6, 6–3
- ジョコビッチはセルビア人として初優勝であり、キャリア通算で26度目のシングルス優勝となった。大会後のランキングで自己初の1位になった。

### 女子シングルス
ペトラ・クビトバ def.  マリア・シャラポワ, 6–3, 6–4
- クビトバにとって初めての4大大会優勝であり、キャリア通算で5度目のシングルス優勝となった。1990年代生の選手による4大大会優勝は初めてである。

### 男子ダブルス
ボブ・ブライアン /  マイク・ブライアン def.  ロベルト・リンドステット /  ホリア・テカウ, 6–3, 6–4, 7–6(2)
- ブライアン兄弟にとって5年ぶりの2度目の優勝であり、4大大会では11度目の優勝となった。1968年のオープン化以後では、ウッディーズの同一ペアとしての最多記録に並んだ。

### 女子ダブルス
クベタ・ペシュケ /  カタリナ・スレボトニク def.  ザビーネ・リシキ /  サマンサ・ストーサー, 6–3, 6–1
- ペシュケとスレボトニクにとって4大大会女子ダブルス初優勝である。

### 混合ダブルス
ユルゲン・メルツァー /  イベタ・ベネソバ def.  マヘシュ・ブパシ /  エレーナ・ベスニナ, 6–3, 6–2